# Юсуф аль-Мустансир
Юсуф аль-Мустансир ан-Насір (*між 1197 та 1203 —1124) — 5-й халіф держави Альмохадів у 1212-1224 роках. Відомий також як Юсуф II.

## Біографія
Походив з династії Альмохадів. Син халіфа Мухаммеда ан-Насіра та Камар, рабині-християнки. У 1212 році отримав номінальну владу від свого батька, втім реально керували халіфатом альмохадська знать й найвпливовіші берберські шейхи. Він прийняв тронне ім'я аль-Мустансир («Той, хто шукає допомоги Бога»).
З огляду на молодий вік халіфа центральне управління послабло, в результаті чого спалахнули повстання в Магрибі та Іфрикії. В останній валі Абу Абдаллах Мухаммад ібн Абі Хафса зумів досягти напівнезалежності в Тунісі та Триполітанії. В Магрибі у горах Атласу берберське плем'я бану-марин зуміло створити самостійний султан. Проте у 1217 році Альмохади не дали Маринідам захопити Фес. Водночас наступу християнських держав на піренейські володіння Альмохадів завадив внутрішні чвари.
Завдяки цьому вдалося зберегти контроль над аль-Андалусом, завдяки своїм родичам-валі. Втім поступово влада тут послаблювалася, оскільки халіф більше уваги приділяв розвагам і розкошам. Владу у центральних районах здійснював візир Абу Усман ібн Саїд Хам'ї.
У 1219 році околиці Севільї були сплюндровані Альфонсо IX, королем Леону. Втім Юсуф аль-Мустансир взявши під контроль управління зумів відновити зберегти більшу частину Алжиру та північного Тунісу та аль-Андалусу, не дозволивши християнам розширити свої володіння.
З 1222 року почалися бойові дії з королівством Леон. 1224 року аль-Мустансир раптово помер, не залишивши спадкоємців. Замість нього було обрано двоюріднього діда Абд аль-Валіда. З цього моменту починається розпад держави.